# Eid von Salisbury
Der Eid von Salisbury gegenüber Wilhelm dem Eroberer vom August 1086 war Teil einer fundamentalen Lehnsrechtsreform in England nach der normannischen Invasion.
Nachdem Wilhelm die ursprünglichen angelsächsischen Grafschaften nach der Eroberung Englands aufgelöst hatte, verteilte er das Land neu an seine normannische Gefolgschaft, die ihm in Salisbury den Lehnseid schworen. Sie waren zuerst ihm untergeben und dann erst eventuell anderen Lehnsherren (whosoever's vassals they might be).